# 地積
地積(Unit of area)，是指人類為了利用土地而透過測量所得到的單位土地面積。